# مقياس وكسلر الأولي وما قبل المدرسي للذكاء
مقياس وكسلر الأولي وما قبل المدرسي للذكاء (بالإنجليزية: Wechsler Preschool and Primary Scale of Intelligence)‏ هو اختبار ذكاء تم تصميمه للأطفال الذين تتراوح أعمارهم بين سنتين و 6 أشهر إلى 7 سنوات و 7 أشهر قام بتطويره ديفيد وكسلر في عام 1967. وهو أحد أحفاد مقياس وكسلر لذكاء الأطفال ومقياس وكسلر لذكاء البالغين. تم تنقيح مقياس وكسلر الأولي وما قبل المدرسي للذكاء منذ نشره ثلاث مرات في عام 1989 ، 2002 ، (تليها نسخة المملكة المتحدة في عام 2003) و 2012. النسخة الحالية هي الرابعة، والتي نشرتها بيرسون (Pearson). ويوفر نتائج اختبار فرعي ومؤقت تمثل الأداء الفكري في المجالات الإدراكية اللفظية والأداء، بالإضافة إلى توفير درجة مركّبة تمثل المقدرة الفكرية العامة للطفل (أس مقياس كامل لنسبة الذكاء).